# Dubrava (Omiš)
Dubrava falu Horvátországban Split-Dalmácia megyében. Közigazgatásilag Omišhoz tartozik.

## Fekvése
Splittől légvonalban 16, közúton 23 km-re keletre, községközpontjától légvonalban 7, közúton 16 km-re északnyugatra, Poljica középső részén, a Mosor-hegység déli lejtőin és az alatta fekvő szelíd, ligetes völgykatlanban fekszik.

## Története
Területe már az ókorban lakott volt, plébániatemploma valószínűleg egy illír erőd helyére épült. A középkorban része volt a 13. században alapított, úgynevezett Poljicai Köztársaságnak, mely tulajdonképpen egy jelentős autonómiával rendelkező kenézség volt. Poljica kezdetben a horvát-magyar királyok, majd 1444-től a Velencei Köztársaság uralma alá tartozott. Velence nagyfokú autonómiát biztosított a poljicai települések számára. Jogi berendezkedését az 1490-ben kibocsátott Poljicai Statutum határozta meg, mely egyúttal rögzítette határait is. Plébániáját még a török hódítás előtt, valószínűleg a 15. században alapították és ekkor épült plébániatemploma is. A 16. század első felében került török uralom alá, ahol Poljica szintén bizonyos fokú önállóságot élvezett. A moreai háború idején szabadult fel a török uralom alól, melyet 1699-ben a karlócai béke szentesített, de Poljica autonómiájának valamely szintjét végig megőrizte. Poljica önállóságát 1807-ben a bevonuló napóleoni francia csapatok szüntették meg. Napóleon lipcsei veresége után 1813-ban a Habsburgoké lett. A településnek 1857-ben 272, 1910-ben 393 lakosa volt. 1918-ban az új szerb-horvát-szlovén állam, majd később Jugoszlávia része lett. A háború után a szocialista Jugoszláviához került. 1991 óta a független Horvátországhoz tartozik. 2011-ben a településnek 300 lakosa volt.

## Lakosság
| Lakosság változása | Lakosság változása | Lakosság változása | Lakosság változása | Lakosság változása | Lakosság változása | Lakosság változása | Lakosság változása | Lakosság változása | Lakosság változása | Lakosság változása | Lakosság változása | Lakosság változása | Lakosság változása | Lakosság változása | Lakosság változása |
| ------------------ | ------------------ | ------------------ | ------------------ | ------------------ | ------------------ | ------------------ | ------------------ | ------------------ | ------------------ | ------------------ | ------------------ | ------------------ | ------------------ | ------------------ | ------------------ |
| 1857               | 1869               | 1880               | 1890               | 1900               | 1910               | 1921               | 1931               | 1948               | 1953               | 1961               | 1971               | 1981               | 1991               | 2001               | 2011               |
| 272                | 280                | 304                | 343                | 354                | 393                | 400                | 446                | 425                | 405                | 421                | 383                | 322                | 317                | 301                | 300                |

## Nevezetességei
- Szent Lukács evangélista tiszteletére szentelt római katolikus plébániatemploma[4] a Gorica nevű domb tetején áll. Építési ideje nem ismert, de mindenképpen a török hódítás előtt építették egy ókori erődítmény alapjain szabálytalanul faragott kövekből. Teljesen egyedülálló építészeti megoldású épület latin kereszt alaprajzzal, közepén szokatlan felépítésű kupolával. Homlokzata előtt boltozatos előcsarnok, úgynevezett narthex áll, a homlokzat tetején szokatlanul nagy nyílású pengefalú harangtorony látható két nagyobb és egy kisebb harang részére kialakítva, de harang ma nem látható benne. Három oltárát a kereszt alaprajz elágazásaiban helyezték el. 1986-os felújításakor tetőzete új betonkoszorút és kőlapos tetőfedést kapott. Ez alkalommal rendezték át a liturgikus teret is a szembemiséző oltárral. A templomban található a dubravai születésű szendrői püspök Nikola Ugrinović sírja az 1577-es bevésett évszámmal, mely nyilván a sírhely építésének az időpontja, hiszen köztudott, hogy a püspököt 1604-ben a Žrnovnica és Sitno közötti úton gyilkolták meg a törökök.

- Szűz Mária Szeplőtelen fogantatása tiszteletére szentelt temploma a település nyugati szélén áll. Szabályosan faragott kövekből épített négyszög alaprajzú épület, négyszögletes apszissal. Cupilli érsek 1711-es egyházlátogatásakor éppen építés alatt állt. Mivel azonban a templomot már 1680-ban és 1682-ben is említik azt kell feltételeznünk, hogy az érsek már a templom bővítésének munkálatait láthatta, építése pedig közvetlenül a török alóli felszabadítás után történt. A homlokzat tetején pengefalú harangtorony látható két haranggal. A templomot 1975-ben megújították, majd 2003-ban Skejić plébános idejében renoválták és alakították ki a mai liturgikus teret.

- Szent Arnir spliti érsek és vértanú temploma [5] szabálytalanul faragott kövekből épült abban a hegyszorosban, amely a dubravai mezőről a smovljani völgybe vezet át. A hagyomány szerint a templom azon a helyen épült, ahol az érseket 1180. augusztus 4-én meggyilkolták. Építésének ideje nem ismert, de mindenképpen elmondható, hogy a 17. század elején már állt. Először 1625-ben Garzadori zárai érsek apostoli látogatásakor említik. Apszis nélküli, egyszerű, négyszög alaprajzú épület homlokzatán hatágú rozettával és egy harang számára épített kis harangtoronnyal. tetejét kőlapok fedik. A templomban két oltár található. A főoltár képén a Szűzanya alakja angyalok között ábrázolva, mellette Szent Arnir kezében a vértanúságot jelképező pálmaággal Szent János apostol társaságában látható. Az oltár előtt forrás fakad amely a legenda szerint Szent Arnir vértanúsága idején tört elő csodálatosképpen a földből. Vizét csodatevő erejűnek tartják. A mellékoltár egy triptichon a Szűzanya, Szent Mihály főangyal és Szent György alakjával, valamint az Atyát jelképező fénylő háromszöggel. Mivel a főoltár néhány eleme reneszánsz stílusjegyeket mutat a szakemberek mindenképpen 17. század előttinek tartják.

- A gornja dubravai Keresztelő Szent János-templom 1972-ben épült a régebbi, 1755 körük épített templom helyén. A mai épület betonból készült, be beépítették a régi templom néhány elemét, a kőből faragott rozettát, a harangtorony felső részét, az ajtókeretet és az ablakokat.

- A Páduai Szent Antal-templomot 1973 és 1979 között építették a régi kisebb templom helyén, amelyet 1711-ben Cupilli érsek említ először. A falu közepén, Bašići és Juginovići településrészek határán az út mentén áll. Betonépület, oltára mögött a szent szobra áll.